# Ahmad Shah Massoud
Ahmad Shah Massoud (født 2. september 1953, død 9. september 2001) var en afghansk militærleder, ingeniør og politiker, som spillede en central rolle i at smide Sovjetunionens militære styrker ud af Afghanistan. Han fik kaldenavnet "Løven af Panjshir". Massoud var etnisk tadsjiker. I begyndelsen af 1990'erne blev han forsvarsminister under præsident Burhanuddin Rabbani. Efter at Rabbanis regering kollapsede, og Taleban fik magten, blev Massoud den militære leder af Den Nordlige Alliance, en koalition, som bestod af forskellige afghanske oppositionsgrupper under borgerkrigen. Da Taleban etablerede kontrol over det meste af Afghanistan, blev Massouds styrker presset længere og længere ind i det bjergrige område i nord, hvor de kontrollerede omkring 10% af territoriet i Afghanistan og anslået 30% af befolkningen.
Massoud døde som følge af et selvmordsangreb ved Khvajeh Ba Odin. Attentatmændene var to selvmordsterrorister, der udgav sig for at være journalister. Massoud døde i en helikopter, der skulle transportere ham til et indisk militært felthospital ved Farkor i Tadsjikistan. Det er uvist, om der stod en organisation bag angrebet. Spekulationer peger ofte imod Osama bin Laden eller Taleban-bevægelsen.[kilde mangler]